# Magnétothérapie
La magnétothérapie est une pseudo-médecine, dont les praticiens affirment pouvoir soigner diverses maladies en utilisant des aimants permanents. Elle est basée sur des arguments pseudoscientifiques selon le corps médical, de nombreuses études scientifiques n'ont pas pu montrer une efficacité supérieure à celle d'un effet placebo. Ces allégations physiques et biologiques ne sont pas prouvées et aucun effet sur la santé ou la guérison n'a été établi,,,.
La magnétothérapie fait l'objet d'un marché important, qui était estimé en 2006 à un milliard de dollars dans le monde, à travers notamment la vente de bijoux ou de patchs aux prétendues vertus thérapeutiques. Un business des « bijoux magnétiques thérapeutiques » a vu le jour, sans le moindre indice d'efficacité. En 2009, l'Agence nationale de sécurité du médicament et des produits de santé (ANSM) a publiquement réprouvé ce commerce, assimilable à de la « fake medecine ».

## Application
La thérapie magnétique consiste à appliquer des aimants permanents sur le corps d'une personne pour leurs bienfaits supposés sur l'organisme. Plusieurs de ces effets seraient dépendants de l'endroit où est posé l'aimant, le nombre, la forme ou l'orientation de l'aimant, mais également la couleur, le métal ou composant constituant le bracelet ou bijou,.
Plusieurs produits sont vendus à ces fins tels que des bracelets ou bijoux magnétiques (pour poignets, chevilles, cou, genoux et dos), des semelles de chaussures, patchs, matelas, couvertures magnétiques (couvertures avec des aimants tissés dans le matériau), crèmes cosmétiques, compléments alimentaires et eau "magnétisée".

## Mécanisme d'action suggéré
Le mécanisme suggéré le plus courant est que les aimants pourraient améliorer la circulation sanguine dans les tissus sous-jacents. Cependant, le champ magnétique des appareils de magnétothérapie est beaucoup trop faible et diminue avec la distance beaucoup trop rapidement pour affecter sensiblement les globules rouges et autres composants sanguins, les tissus musculaires, les os, les vaisseaux sanguins ou les organes,,. Une étude de 1991 sur des êtres humains ayant des champs statiques jusqu'à 1 tesla n'a trouvé aucun effet sur le flux sanguin local.
Certains praticiens affirment que les aimants peuvent restaurer l'hypothétique « équilibre énergétique électromagnétique » du corps, mais aucun équilibre de ce type n'est médicalement reconnu. Même dans les champs magnétiques utilisés en imagerie par résonance magnétique, qui sont plusieurs fois plus puissants, aucun des effets revendiqués n'est observé. Si le corps était significativement affecté par les aimants faibles utilisés en thérapie magnétique, l'IRM ne serait pas pratiquée.
La magnétothérapie ne doit pas être confondue avec les techniques d'intervention médicale conventionnelles qui font appel à des champs magnétiques pulsés comme la stimulation magnétique transcranienne (TMS).

## Évaluation
La magnétothérapie est considérée d'un point de vue médical comme une pseudo-médecine, c’est-à-dire une médecine non basée sur des preuves scientifiques, et dont les évaluations scientifiques n'ont jamais conclu à une efficacité tangible.
Deux articles scientifiques ont effectué une revue systématique des tests d'évaluation de la magnétothérapie : un article publié en 2008  a passé en revue 29 tests d'évaluation de la thérapie magnétique lorsqu'elle est utilisée pour réduire la douleur tandis qu'un article publié en 2012 a passé en revue des tests destinés à évaluer l'efficacité de plusieurs thérapies alternatives dont la magnétothérapie pour soulager les douleurs liées à l'arthrose. Les conclusions des deux articles sont que ces tests, lorsqu'ils étaient effectués en respectant un protocole rigoureux (taille des échantillons, randomisation adéquate...) démontraient que la magnétothérapie n'avait aucun effet autre que celui  découlant de l'effet placebo,.
L'agence nationale de santé publique américaine (CDC) de son côté a indiqué que les études sur les bijoux magnétiques n'ont pas montré d'effets démontrables sur la douleur, la fonction nerveuse, la croissance cellulaire ou la circulation sanguine.

## Sureté
Ces dispositifs sont généralement considérés comme sûrs, bien qu'il puisse y avoir des coûts financiers et d'évitements thérapeutiques importants, en particulier lorsque le traitement ou le diagnostic sont évités ou retardés.
Certains incidents sont cependant référencés lorsque ces bracelets sont mis à la bouche, ou ingérés par des jeunes enfants (empoisonnement au plomb ou ingestion d'aimants),.